# Universities Research Association
La Universities Research Association (URA) è un consorzio di università prestigiose, principalmente statunitensi (tra cui Harvard, Yale, Princeton, Stanford, Michigan, Columbia, Berkeley, Irvine ed il Massachusetts Institute of Technology), fondato nel 1965. L'unica università italiana a far parte dell'URA è l'Università di Pisa. Altri atenei europei sono le università inglesi University College e l'Università di Manchester.

## Membri dell'URA
| Stato             | Università |
| ----------------- | --- |
| Alabama           | The University of Alabama |
| Arizona           | Arizona State University University of Arizona |
| California        | California Institute of Technology Università della California - Berkeley Università della California - Davis Università della California - Irvine Università della California - Los Angeles Università della California - Riverside Università della California - San Diego Università della California - Santa Barbara Università di Stanford |
| Colorado          | Università statale del Colorado Università del Colorado - Boulder |
| Connecticut       | Università Yale |
| Florida           | Università statale della Florida Università della Florida |
| Georgia           | Georgia Institute of Technology |
| Illinois          | Università di Chicago Illinois Institute of Technology Università dell'Illinois - Chicago Università dell'Illinois - Urbana-Champaign Northern Illinois University Northwestern University Southern Illinois University Carbondale |
| Indiana           | Università dell'Indiana Università di Notre Dame Università Purdue |
| Iowa              | Università statale dell'Iowa Università dell'Iowa |
| Kansas            | Università statale del Kansas |
| Kentucky          | Università del Kentucky |
| Louisiana         | Louisiana State University Tulane University |
| Maryland          | Università Johns Hopkins Università del Maryland - College Park |
| Massachusetts     | Boston University Università Harvard Massachusetts Institute of Technology Northeastern University Università Tufts |
| Michigan          | Università statale del Michigan Università del Michigan Wayne State University |
| Minnesota         | Università del Minnesota |
| Mississippi       | Università del Mississippi |
| Missouri          | Università Washington a Saint Louis |
| Nebraska          | Università del Nebraska - Lincoln |
| New Jersey        | Università di Princeton Rutgers University |
| Nuovo Messico     | Università statale del Nuovo Messico Università del Nuovo Messico |
| New York          | Università di Buffalo Columbia University Cornell University Università di Rochester Università Rockefeller Stony Brook University Università di Syracuse |
| Carolina del Nord | Università Duke Università della Carolina del Nord a Chapel Hill |
| Ohio              | Case Western Reserve University Università statale dell'Ohio |
| Oklahoma          | Università dell'Oklahoma |
| Oregon            | Università dell'Oregon |
| Pennsylvania      | Università Carnegie Mellon Università statale della Pennsylvania Università della Pennsylvania Università di Pittsburgh |
| Rhode Island      | Università Brown |
| Carolina del Sud  | Università della Carolina del Sud |
| Tennessee         | Università del Tennessee Università Vanderbilt |
| Texas             | Università di Houston University of North Texas Università Rice Southern Methodist University Texas A&M University Texas Tech University Università del Texas ad Arlington Università del Texas ad Austin Università del Texas a Dallas |
| Virginia          | Virginia Polytechnic Institute and State University Università della Virginia College di William e Mary |
| Washington        | Università di Washington |
| Wisconsin         | Università del Wisconsin-Madison |

| Stato       | Università                                                                                             |
| ----------- | --- |
| Giappone    | Waseda University                                                                                      |
| Italia      | Università di Pisa                                                                                     |
| Regno Unito | University College London The University of Edinburgh University of Liverpool University of Manchester |